# Ars dictandi
L'ars dictandi, anche detta ars dictaminis o ars dictaminum, dal latino dictare, "dettare" (dal medioevo, con riferimento al "comporre"), connotò per tutto il periodo medioevale la capacità dello scrivere epistole (epistolografia).

## Storia

### Il genere
Questa attività era in genere affidata al dictator, una figura colta che scriveva per incarico ufficiale tali lettere, generalmente redatte nelle cancellerie papali e laiche. Per facilitare i compiti del dictator furono elaborati dei modelli fittizi di epistole, a seconda del grado di importanza dei destinatari, nei quali si raggiunse la massima eleganza stilistica grazie anche al cursus.
Successivamente furono elaborati anche consigli teorici relativi all'ornamento retorico e all'armoniosa composizione delle sezioni, dato che l'epistola fu considerata un'orazione e quindi obbligata a rispettarne le norme, consistenti in sezioni sequenziali da inserire, partendo dalla salutatio, continuando con l'exordium e la narratio e terminando con la conclusio.
Il cancelliere Alberto di Morra (futuro Papa Gregorio VIII) formalizzò le regole dell'ars dictandi, nel manuale Forma dictandi.
Con il trascorrere del tempo, intorno all'XI secolo, l'ars dictandi divenne il modello di qualunque dettato, comprendente anche la letteratura d'invenzione, sia scritta in latino sia in lingua volgare.

### Diffusione
In Italia, i luoghi di maggiore sviluppo dell'ars dictandi furono:
- La Terra di Lavoro, dove ha preso corpo una tradizione stilistica retorico-epistolare nota come "scuola di Capua" o, sulla base di una più opportuna estensione territoriale, "scuola campana", benché in riferimento alla diffusione dell'ars dictandi nell'area campana il concetto di scuola appaia come una convenzione storiografica oramai datata, e sia invece più appropriato parlare di ambiente o contesto culturale e professionale legato a quel territorio. In ogni caso, numerosi e importanti sono i dictatores provenienti dalla Terra di Lavoro e attivi presso le cancellerie papale, sveva, ed angioina, nonché in altre corti d'Europa. Tale tradizione, che può essere fatta risalire ad Alberico di Montecassino, autore attorno al 1080 di uno dei più antichi trattati di ars dictandi o dictaminis, il Breviarium de dictamine, e nella quale sono confluiti apporti di varia provenienza, culmina nel suo più celebrato esponente, il capuano Pier della Vigna, protonotario e logoteta imperiale di Federico II di Svevia e noto anche al di fuori dell'ambito specialistico grazie a Dante, che lo ha immortalato nel XIII canto dell'Inferno. Altro fondamentale esponente campano dell'ars dictandi è Tommaso da Capua, cui vanno aggiunti almeno i nomi di Terrisio d'Atina, Tommaso da Gaeta, Taddeo da Sessa. Legati ideologicamente o riconducibili sotto il profilo stilistico alla cancelleria imperiale sono importanti dictatores quali Nicola da Rocca, personaggio di primissimo piano dell'ambiente curiale svevo, e Stefano di San Giorgio, che, operante nel periodo immediatamente successivo alla disfatta degli Svevi, può essere considerato come l'ultimo grande esponente della cosiddetta scuola campana.
- Bologna, dove Guido Fava presentò, tra i primi in Italia, modelli di lettere in volgare; poco più tardi anche Matteo dei Libri compose modelli di lettere, sia in latino sia in volgare;
- Pisa, dove ci fu Sanguigno da Pisa;
- Siena, dove, tra i maestri più in evidenza, vi fu Guidotto da Bologna;
- Roma, dove assunsero rilievo presso la Curia pontificia; autore di un'ars (Forma dictandi) fu Gregorio VIII.

Per quanto riguarda il resto d'Europa, vanno menzionate le scuole di Parigi, Tours e di Orléans, che divennero importanti centri di insegnamento e di formazione di retori francesi e inglesi.
Nel XIII secolo l'ars notariae come teoria e insegnamento dei notai si distacca dalla ars dictandi. Rainerius Perusinus è uno dei più importanti autori dell'ars notariae.